# Enfermedad de Blount
La enfermedad de Blount es un trastorno del crecimiento de la tibia (hueso de la espinilla) provocando en la pierna un ángulo hacia adentro, pareciéndose a piernas arqueadas.
También se la conoce como "tibia vara". Debe su nombre al médico estadounidense Walter Putnam Blount.

## Causas
La enfermedad de Blount ocurre en niños pequeños y adolescentes. La causa es desconocida pero se cree que es debido a los efectos del peso sobre la placa de crecimiento. La parte interna de la tibia, justo por debajo de la rodilla, no logra desarrollarse normalmente, causando la angulación del hueso.
A diferencia de las piernas arqueadas o genu varo, que tienden a corregirse a medida que el niño crece, la enfermedad de Blount tiene un curso progresivo y empeora. Puede ocasionar un arqueamiento severo de las piernas y puede afectar a una o ambas piernas.
Esta condición es más común entre los niños de ascendencia africana. También se asocia con la obesidad, baja estatura, y caminar pronto. Sin embargo esto no parece ser un factor genético obvio.

## Síntomas
Curvatura de una o ambas piernas que puede:
- Ser rápidamente progresiva
- Parecer asimétrica
- Ocurrir principalmente justo por debajo de la rodilla

## Signos y exámenes
El examen físico muestra que el ángulo inferior de las piernas esta hacia adentro. Una radiografía de la rodilla y la pierna confirman el diagnóstico.

## Tratamiento
Los niños que desarrollan arqueamiento severo antes de los 3 años de edad pueden ser tratados con un corsé. Sin embargo, estos refuerzos puede fallar,  inclinarse o pueden no ser detectados hasta que el niño sea mayor. En algunos casos, la cirugía puede llevarse a cabo. La cirugía puede involucrar el corte del hueso de la espinilla (tibia) para alinear y, a veces también alargarlo.
Otras veces, el crecimiento de la mitad exterior de la tibia se puede restringir quirúrgicamente para permitir el crecimiento natural del niño y así revertir el proceso de arqueamiento. Esta segunda cirugía mucho más pequeña es más efectiva en niños con arqueamiento menos severo y en una etapa temprana de crecimiento.

## Meta de la intervención
Volver a la función normal y la apariencia estética que se espera si la rodilla se puede alinear apropiadamente.

## Complicaciones
El no tratar la enfermedad de Blount puede dar lugar a una deformidad progresiva.
La enfermedad de Blount puede reaparecer después de la cirugía, especialmente en los niños más pequeños. Debido al arqueamiento, puede resultar en una dismetría. Esto puede dar lugar a una discapacidad, si la diferencia es significativa (mayor de 1 pulgada) y no se trata.